# Scotch Cup 1962
Der Scotch Cup 1962 war die 4. Austragung des Curling-Turniers und wurde vom 16. bis 19. März des Jahres in den schottischen Städten Falkirk (Runde 1 bis 3 im Falkirk Ice Rink) und Edinburgh (Runde 4 bis 6 im Haymarket Ice Rink) veranstaltet. Der Pokalwettbewerb trägt heute den Status der Curling-Weltmeisterschaft der Herren.
Der Scotch Cup wurde in einem Rundenturnier (Round Robin) zwischen den Mannschaften aus Schottland, Kanada, den Vereinigten Staaten und Schweden, die zum ersten Mal dabei waren, ausgespielt. Die Spiele wurden auf zwölf Ends angesetzt.
Kanada gewann den Scotch Cup zum vierten Mal in Folge.

## Teilnehmende Nationen
| Kanada | Schottland | Schweden | Vereinigte Staaten                                                                                      |
| --- | --- | --- | --- |
| Regina CC, Regina, SK Skip: Ernie Richardson Third: Arnold Richardson Second: Garnet Richardson Lead: Wes Richardson | Airth Bruce Castle Dunsmore CC, Falkirk Skip: Willie Young Third: John Pearson Second: Sandy Anderson Lead: Bobby Young | Norrköpings CK, Norrköping Skip: Rolf Arfwidsson Third: Knut Bartels Second: Per Ivar Rydgren Lead: Arne Stern | Hibbing CC, Hibbing, MN Skip: Dick Brown Third: Terry Kleffman Second: Fran Kleffman Lead: Nick Jerulle |

## Tabelle der Round Robin
| Platz | Team               | Spiele | Siege | Ndlg. |
| ----- | ------------------ | ------ | ----- | ----- |
| 1.    | Kanada             | 6      | 6     | 0     |
| 2.    | Vereinigte Staaten | 6      | 4     | 2     |
| 3.    | Schottland         | 6      | 2     | 4     |
| 4.    | Schweden           | 6      | 0     | 6     |

## Ergebnisse der Round Robin

### Runde 1
| Team               |  | 1 | 2 | 3 | 4 | 5 | 6 | 7 | 8 | 9 | 10 | 11 | 12 | Gesamt |
| ------------------ |  | - | - | - | - | - | - | - | - | - | -- | -- | -- | ------ |
| Kanada             |  | 2 | 2 | 0 | 1 | 0 | 1 | 0 | 1 | 1 | 0  | 0  | 3  | 11     |
| Vereinigte Staaten |  | 0 | 0 | 2 | 0 | 1 | 0 | 1 | 0 | 0 | 1  | 0  | 0  | 5      |

| Team       |  | 1 | 2 | 3 | 4 | 5 | 6 | 7 | 8 | 9 | 10 | 11 | 12 | Gesamt |
| ---------- |  | - | - | - | - | - | - | - | - | - | -- | -- | -- | ------ |
| Schottland |  | 0 | 4 | 0 | 1 | 1 | 2 | 0 | 0 | 1 | 2  | 1  | 0  | 12     |
| Schweden   |  | 1 | 0 | 2 | 0 | 0 | 0 | 3 | 1 | 0 | 0  | 0  | 1  | 8      |

### Runde 2
| Team     |  | 1 | 2 | 3 | 4 | 5 | 6 | 7 | 8 | 9 | 10 | 11 | 12 | Gesamt |
| -------- |  | - | - | - | - | - | - | - | - | - | -- | -- | -- | ------ |
| Kanada   |  | 5 | 1 | 0 | 2 | 0 | 2 | 1 | 1 | 0 | 4  | 1  | 0  | 17     |
| Schweden |  | 0 | 0 | 2 | 0 | 2 | 0 | 0 | 0 | 2 | 0  | 0  | 1  | 7      |

| Begegnung                       | Resultat |
| ------------------------------- | -------- |
| Vereinigte Staaten – Schottland | 10:7     |

### Runde 3
| Team       |  | 1 | 2 | 3 | 4 | 5 | 6 | 7 | 8 | 9 | 10 | 11 | 12 | Gesamt |
| ---------- |  | - | - | - | - | - | - | - | - | - | -- | -- | -- | ------ |
| Kanada     |  | 0 | 2 | 4 | 2 | 3 | 0 | 6 | 0 | 2 | 1  | 0  | 0  | 20     |
| Schottland |  | 0 | 0 | 0 | 0 | 0 | 1 | 0 | 1 | 0 | 0  | 1  | 1  | 4      |

| Begegnung                     | Resultat |
| ----------------------------- | -------- |
| Vereinigte Staaten – Schweden | 13:8     |

### Runde 4
| Team     |  | 1 | 2 | 3 | 4 | 5 | 6 | 7 | 8 | 9 | 10 | 11 | 12 | Gesamt |
| -------- |  | - | - | - | - | - | - | - | - | - | -- | -- | -- | ------ |
| Kanada   |  | 5 | 0 | 4 | 4 | 0 | 3 | 1 | 3 | 0 | 1  | 2  | 1  | 24     |
| Schweden |  | 0 | 2 | 0 | 0 | 1 | 0 | 0 | 0 | 1 | 0  | 0  | 0  | 4      |

| Begegnung                       | Resultat |
| ------------------------------- | -------- |
| Vereinigte Staaten – Schottland | 14:5     |

### Runde 5
| Team               |  | 1 | 2 | 3 | 4 | 5 | 6 | 7 | 8 | 9 | 10 | 11 | 12 | Gesamt |
| ------------------ |  | - | - | - | - | - | - | - | - | - | -- | -- | -- | ------ |
| Kanada             |  | 1 | 0 | 2 | 1 | 0 | 4 | 0 | 1 | 0 | 2  | 2  | 0  | 13     |
| Vereinigte Staaten |  | 0 | 3 | 0 | 0 | 2 | 0 | 1 | 0 | 1 | 0  | 0  | 1  | 8      |

| Begegnung             | Resultat |
| --------------------- | -------- |
| Schottland – Schweden | 18:4     |

### Runde 6
| Team       |  | 1 | 2 | 3 | 4 | 5 | 6 | 7 | 8 | 9 | 10 | 11 | 12 | Gesamt |
| ---------- |  | - | - | - | - | - | - | - | - | - | -- | -- | -- | ------ |
| Kanada     |  | 1 | 0 | 2 | 1 | 0 | 4 | 0 | 1 | 0 | 2  | 2  | 0  | 13     |
| Schottland |  | 0 | 3 | 0 | 0 | 2 | 0 | 1 | 0 | 1 | 0  | 0  | 1  | 8      |

| Begegnung                     | Resultat |
| ----------------------------- | -------- |
| Vereinigte Staaten – Schweden | 15:6     |

## Endstand
| Platz | Land               |
| ----- | ------------------ |
| 1     | Kanada             |
| 2     | Vereinigte Staaten |
| 3     | Schottland         |
| 4     | Schweden           |